# Xenasmataceae
Xenasmataceae is een familie van schimmels behorend tot de orde van Polyporales. Het typegeslacht is Xenasma.

## Geslachten
De familie Xenasmataceae bestaat uit de volgende geslachten:
- Clitopilina
- Phlebiella
- Xenasma
- Xenasmatella
- Xenosperma

Een aantal geslachten hoorde bij deze familie, maar zijn verplaatst naar andere families, zoals:
- Aphanobasidium => Radulomycetaceae
- Cunninghammyces => Cyphellaceae